# William Nicholas Selig
William Nicholas Selig (14 de março de 1864 – 15 de julho de 1948) foi um produtor cinematográfico considerado um dos pioneiros da indústria cinematográfica. Foi o proprietário da Selig Polyscope Company, e esteve envolvido em mais de mil filmes, notabilizando-se por ter estabelecido na Califórnia o primeiro estúdio de cinema permanente, em Edendale, Los Angeles.

## Biografia
Selig nasceu e foi criado em Chicago, e trabalhou como um artista de vaudeville. Produziu um show de menestréis itinerante em São Francisco, ainda na sua adolescência. Um dos atores foi Bert Williams, que se tornou o artista afro-americano principal. Em 1894, Selig viu o Cinetoscópio de Thomas Edison em uma exposição em Dallas, no Texas. Ele voltou a Chicago, abriu um pequeno estúdio fotográfico e começou a investigar como poderia fazer seus próprios filmes sem pagar a taxa de patente para a empresa de Edison.
Selig encontrou um metalúrgico que, inconscientemente, tinha reparado uma câmera de filmagem dos irmãos Lumière e, com sua ajuda, desenvolveu um sistema de trabalho, inventando uma câmera-projetor chamada Polyscope. Em 1896, Selig fundou a empresa primeiramente denominada Mutoscope & Film Co. e, seis meses depois, Selig Polyscope Company, em Chicago, um dos primeiros estúdios de cinema da América, e começou a fazer curta-metragens, travelogues e filmes industriais para empresas de Chicago.

## Selig Polyscope Company

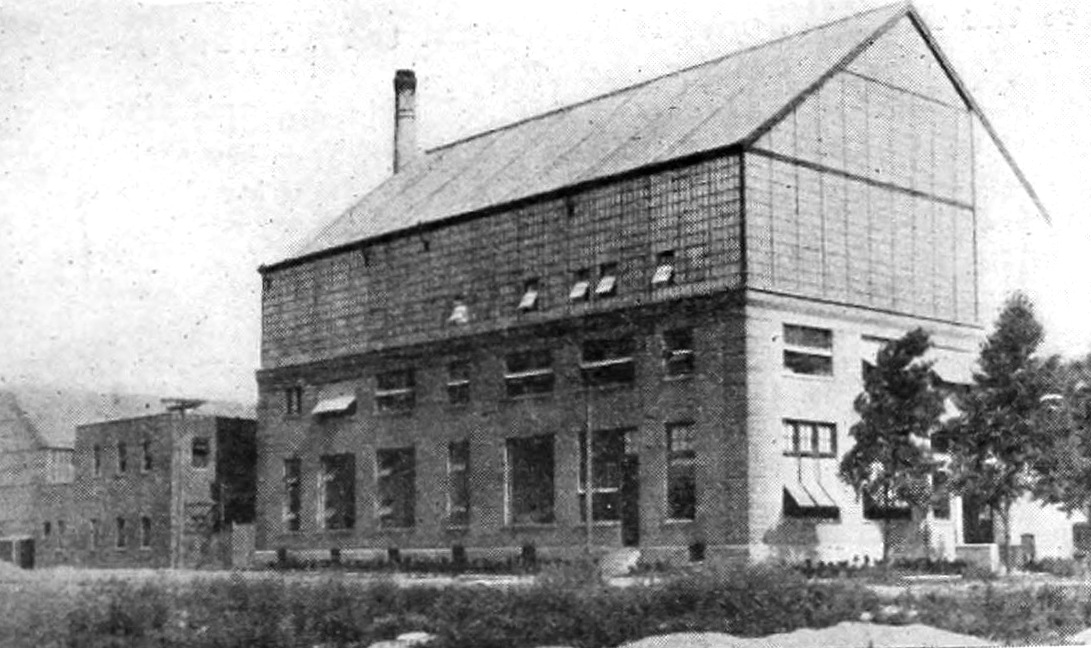
Selig Studio, em 1916.

Em 1896, com a ajuda da Union Metal Works e de Andrew Schustek, a Selig Polyscope Company produziu seu primeiro filme, Tramp and the Dog. Seus estúdios passaram a realizar filmes de atualidades, comédias pastelão, travelogues e filmes industriais (um de seus clientes foi o frigorífico Armour and Company) e, em 1904, Selig produziu o que ele chamou de “realmente seu primeiro filme”, a comédia Humpty Dumpty.
A produção da Selig era distribuída pela própria Companhia até abril de 1910, quando foi forçada a distribuir através da The General Film Company, Incorporated (até abril de 1914). Em 1915, juntamente com a Vitagraph Studios, Lubin Manufacturing Company e Essanay Studios, a Selig formou a V-L-S-E, formando uma parceria de distribuição de filmes, e em 1916, ao lado do Edison Studios, Essanay Studios e Kleine Optical Company, foi formado o grupo distribuidor K-E-S-E. Em 1920, a distribuição passou a ser pela Warner Brothers Pictures, Incorporated.
A Selig Polyscope Company cessou sua produção por volta de 1918, apesar de eventualmente produzir como uma companhia independente através dos anos 1930.

## Produção
Em 1909, Selig foi o primeiro produtor a expandir as operações de produção de filmes para a costa oeste da costa dos Estados Unidos, onde montou instalações do estúdio em Edendale, área de Los Angeles, com o diretor Francis Boggs.
O clima da Califórnia permitia filmagens ao ar livre na maior parte do ano, além de oferecer geografia bastante variada e configurações que poderiam situar as filmagens em outras partes do mundo. Los Angeles também oferecia isolamento geográfico da Motion Picture Patents Company (MPPC) de Edison, um cartel ao qual Selig se juntou, mais tarde, com relutância.
Em 1911, Boggs foi assassinado por um jardineiro japonês empregado pela empresa. Selig foi baleado e ferido no braço, ao tentar defendê-lo.

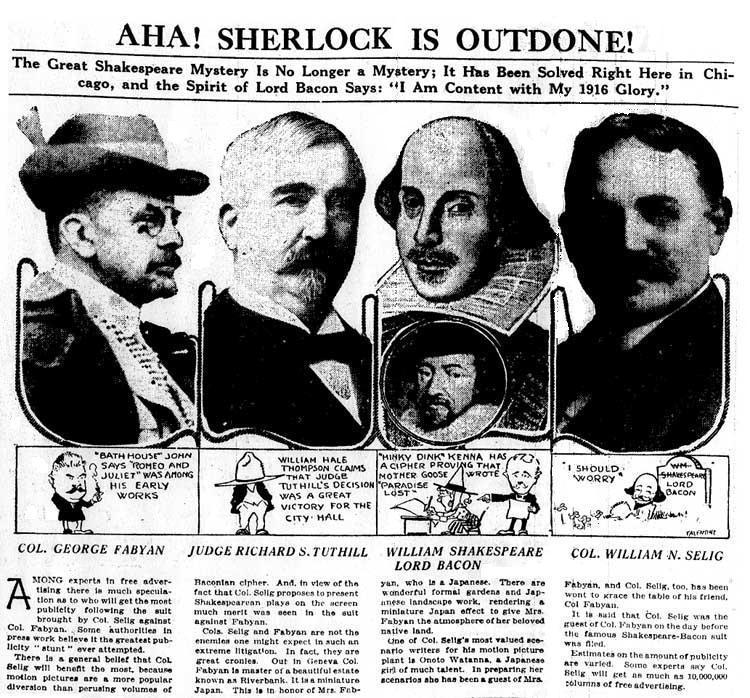
Selig (à direita) retratado no Chicago Tribune, durante o "Shakespeare trial" de 1916

Selig produziu mais de mil filmes e foi responsável pelo desenvolvimento de novos talentos do cinema, tais como Roscoe Arbuckle, juntamente com os então iniciantes cowboys Gilbert M. "Bronco Billy" Anderson e Tom Mix. Ele também popularizou o formato de cliffhanger através do seriado The Adventures of Kathlyn (1913). The Spoilers (1914), um western situado no Alasca, é frequentemente citado como o seu maior sucesso.
Em 1915 a Suprema Corte dos Estados Unidos anulou todas as patentes de MPPC de Edison, quebrando o cartel e permitindo o aumento da livre concorrência. No entanto, Selig acreditava que os curtas-metragens continuariam a dominar o mercado.
Em 1916, Selig processou o empresário George Fabyan, alegando que os lucros dos próximos filmes de obras de Shakespeare, junto com um filme sobre a vida do dramaturgo, ficariam destruídos pela afirmação de Fabyan de que Francis Bacon teria sido o autor real do trabalho de Shakespeare, uma reivindicação popular na época. Ele já tinha obtido uma liminar impedindo a publicação de um livro escrito por Fabyan sobre o assunto, no qual Fabyan promovia a descoberta de cifras em peças de Shakespeare, identificadas em seu laboratório privado, Fabyan Villa. Selig estava querendo capitalizar as comemorações organizadas para o próximo 300º aniversário da morte de Shakespeare, prevista para abril de 1916. O juiz Richard Tuthill, do Condado de Cook, no Illinois, entrara contra Shakespeare. Ele determinara que as cifras identificadas pela analista de Fabyan, Elizabeth Wells Gallup, eram autênticas e que Francis Bacon, portanto, seria o autor das obras. No tumulto que se seguiu, Tuthill rescindiu sua reivindicação, e outro juiz, Frederick A. Smith, rejeitou a decisão. Mais tarde foi sugerido pela imprensa que o caso fora inventado por ambas as partes para publicidade, desde que Selig e Fabyan eram conhecidas por serem velhos amigos.

## Zoológico

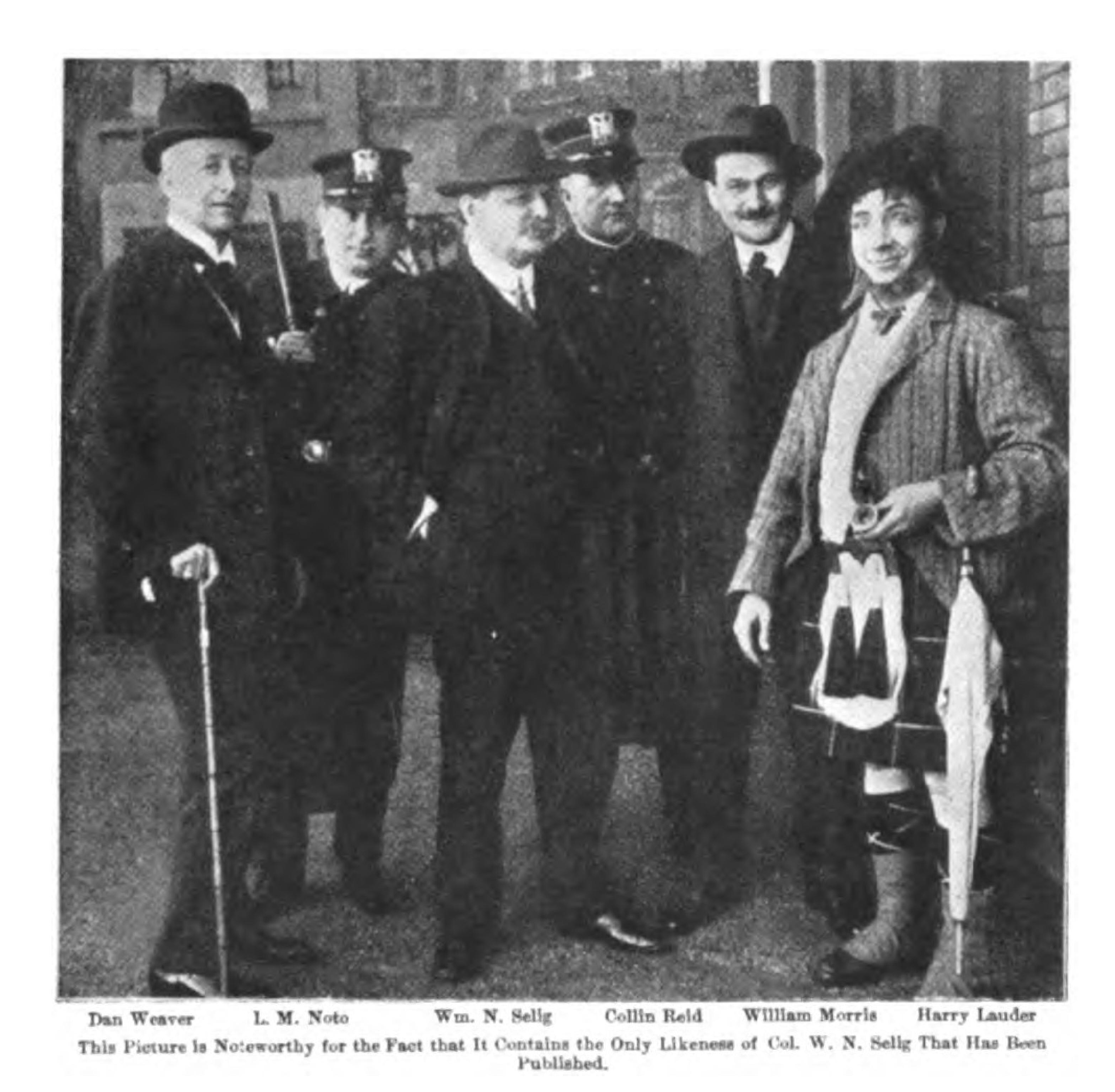
Selig (centro), o fundador da Selig Polyscope Company.

Com muito custo, Selig criou um jardim zoológico em Los Angeles, com centenas de animais que havia coletado em seus filmes e seriados nas selvas, e também mudou seu estúdio para lá. Enquanto isso, a Primeira Guerra Mundial começou a cortar os lucros da Selig Polyscope em suas operações europeias e, com a guerra terminada, a indústria cinematográfica se tornou muito cara com a produção de filmes longos. Nessas circunstâncias, a Selig Polyscope foi incapaz de competir e fechou em 1918.
No entanto, Selig tinha grandes esperanças para o zoológico. Mais de trinta anos antes de Walt Disney construir a Disneyland, Selig fez planos para um grande parque de diversões e um resort chamado Parque Zoológico de Selig, com muitos passeios mecânicos, um hotel, área de piscina, teatros e restaurantes, acreditando que milhares de visitantes por dia iriam ao local. No entanto, apenas um único carrossel foi construído e as multidões nunca vieram. O que dez anos fora um dos estúdios de cinema mais prolíficos e amplamente conhecidos no mundo tinha se transformado em um zoológico lutando para sobreviver perante uma indústria cinematográfica emergente em Hollywood. Selig chegou a alugar um espaço para a localização de animais selvagens, tiros e outros projetos, mas tal negócio rapidamente diminuiu para um serviço de aluguel de animais.

### Pós-Guerra
Selig fez alguns trabalhos como produtor independente na década de 1930, mas acabou perdendo o jardim zoológico e os seus bens durante a Grande Depressão. Ele então se tornou um agente literário, revendendo os direitos de filmes ele tinha produzira ou que adquirira anos antes.
William Selig morreu em 15 de julho de 1948. Suas cinzas foram armazenadas no Hall of Memory Columbarium, na Chapel of the Pines Crematory, em Los Angeles.

## Vida familiar
Selig foi casado com Mary Holdeness Pinkham (1875-1956) de 7 de setembro de 1899 até sua morte, em 15 de julho de 1948.

## Legado
Por sua contribuição para a indústria do cinema, William Selig tem uma estrela na Calçada da Fama, no 6116 Hollywood Boulevard. Em 1947 Selig e diversos outros pioneiros do cinema receberam o Oscar Honorário pela sua contribuição para o cinema.

## William N. Selig Company & outros
Mesmo após o encerramento da Selig Polyscope Company, nos anos 1920 Selig continuou a produção esporádica de filmes, creditados sob o nome William N. Selig Company, ou Col. Wm N. Selig. Numa parceria com a Canyon Pictures Corporation, produziu alguns westerns com Franklyn Farnum e Buck Jones em 1921. Em 1922, produziu o seriado The Jungle Goddess, numa parceria com a Warner Brothers. Ainda nos anos 1920, Selig produziu alguns filmes em parceria com Sam E. Rork, sob o crédito Selig-Rork Productions, entre eles The Rosary, em 1922.

## Filmografia seleta de William Selig
- The Tramp and the Dog, 1896
- Soldiers at Play, 1898
- Chicago Police Parade, 1901
- Dewey Parade, 1901
- Gans-McGovern Fight, 1901

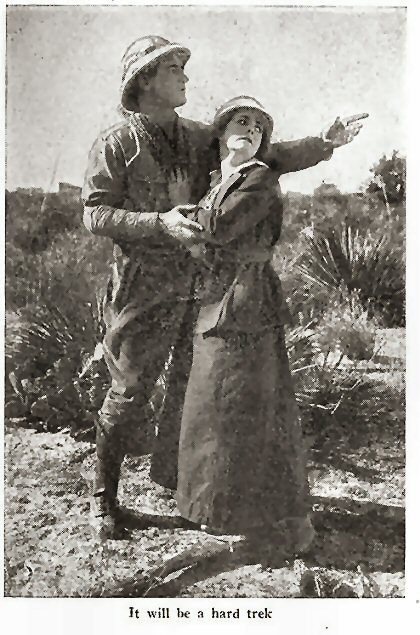
Cena do seriado The Adventures of Kathlyn, em 1913, produção da Selig Polyscope Company.

- A Hot Time on a Bathing Beach, 1903
- Business Rivalry, 1903
- Chicago Fire Run, 1903
- Chicago Firecats on Parade, 1903
- The Girl in Blue, 1903
- Trip Around The Union Loop, 1903
- View of State Street, 1903
- Humpty Dumpty, 1904
- The Tramp Dog, 1904
- The Grafter, 1907
- The Count of Monte Cristo, 1908
- Damon and Pythias, 1908
- The Fairylogue and Radio-Plays, 1908
- Hunting Big Game in Africa, 1909
- The Wonderful Wizard of Oz, 1910
- Lost in the Arctic, 1911
- Life on the Border, 1911 (sobreviveu parcialmente; in: Abbot)
- The Coming of Columbus, 1911
- Brotherhood of Man, 1912
- Kings Forest, 1912
- War Time Romance, 1912
- The Adventures of Kathlyn 1913
- Arabia, the Equine Detective, 1913
- The Sheriff of Yavapai County, 1913
- The Spoilers, 1914
- A Black Sheep, 1915
- The Crisis, 1915
- House of a Thousand Candles, 1915
- The Man from Texas, 1915
- The Range Girl and the Cowboy, 1915
- The Garden of Allah, 1916
- The Ne'er-Do-Well (1916). Foi relançado em 1921.[15]
- In the Days of Daring, 1916. O filme, dirigido e estrelado por Tom Mix, foi reeditado, re-intitulado Days of Daring, e relançado em 1920 pela Aywon.[16]
- The City of Purple Dreams, 1918
- Little Orphant Annie, 1918
- The Lost City (seriado, 1920, co-produção Selig Polyscope Company & Warner Brothers)
- Sic-Em (1920, William N. Selig Productions)
- The Fighting Stranger (1921, co-produção William N. Selig Productions & Canyon Pictures Corporation)
- The Hunger of the Blood (1921, co-produção co-produção William N. Selig Productions & Canyon Pictures Corporation)
- The Last Chance (1921, co-produção co-produção William N. Selig Productions & Canyon Pictures Corporation)
- The Struggle (1921, co-produção co-produção William N. Selig Productions & Canyon Pictures Corporation)
- The Raiders (1921, co-produção co-produção William N. Selig Productions & Canyon Pictures Corporation)
- Kazan (1921, William N. Selig Productions)
- Miracles of the Jungle (1921, co-produção Selig Studios &  Warner Brothers)
- The Better Man (1921, Selig-Rork Productions)
- The Fighting Breed (1921, Selig-Rork Productions)
- The Shadow of Ligthning Ridge (1921, Selig-Rork Productions)
- The Rosary (1922, Selig-Rork Productions)
- Pals in Blue (1924, Col. Wm. N. Selig)
- The Jungle Goddess (1922, co-produção Col. Wm. N. Selig & Warner Brothers)